# Hroznová Lhota
Hroznová Lhota település Csehországban, Hodoníni járásban. Hroznová Lhota Hrubá Vrbka, Lipov, Kněždub, Kozojídky, Žeraviny, Tasov és Veselí nad Moravou településekkel határos. Lakosainak száma 1154 fő (2024. január 1.).

## Népesség
A település lakosságának változását az alábbi diagram mutatja:
| Lakosok száma | 992  | 1050 | 1147 | 1067 | 1346 | 1274 | 1242 | 1229 | 1168 | 1154 |
|               | 1869 | 1890 | 1921 | 1950 | 1980 | 2001 | 2017 | 2019 | 2022 | 2024 |